# Épinal American Cemetery and Memorial
De Épinal American Cemetery and Memorial is een Amerikaanse militaire begraafplaats in de gemeente Dinozé nabij Épinal in het Franse departement Vosges, waar soldaten liggen begraven die gedurende de Tweede Wereldoorlog zijn omgekomen. De Épinal American Cemetery and Memorial wordt beheerd door de American Battle Monuments Commission.

## De begraafplaats
De begraafplaats werd al in oktober 1944 aangelegd door geallieerde troepen. Er liggen in totaal 5.255 militairen begraven. De meeste soldaten die hier begraven liggen, zijn omgekomen tijdens de strijd in Noordoost-Frankrijk tijdens de opmars naar de Rijn en in het Duitse gebied dat vlakbij achter de Rijn is gelegen. De grond van begraafplaats is een officieel stuk land van de Amerikaanse overheid. 

De begraafplaats is ontworpen door Homer L. Fry d'Austin, afkomstig uit Texas, Verenigde Staten. De gedenkplaats, inclusief het gedenkteken, werd ontworpen door de in New York woonachtige William Adams Delano.

### Algemene opzet
De totale oppervlakte van het Épinal American Cemetery and Memorial bedraagt 19,4 hectare. De begraafplaats is verdeeld in twee grote percelen voor de graven. De percelen zijn door middel van een groot grasveld van elkaar gescheiden. Tevens bevindt zich tussen het grasveld en de percelen nog een dubbele heg, waartussen een wandelpad is aangelegd. Via deze paden kan men van en naar de gedenkplaats met het gedenkteken lopen. Tevens loopt er aan de buitenzijde van de begraafplaats nog een groot pad waarover men een gehele ronde kan wandelen. Exact op het middelpunt staat een vlaggenmast, met de Amerikaanse vlag, vanwaaruit men een prachtig overzicht heeft over de Moezel-vallei.

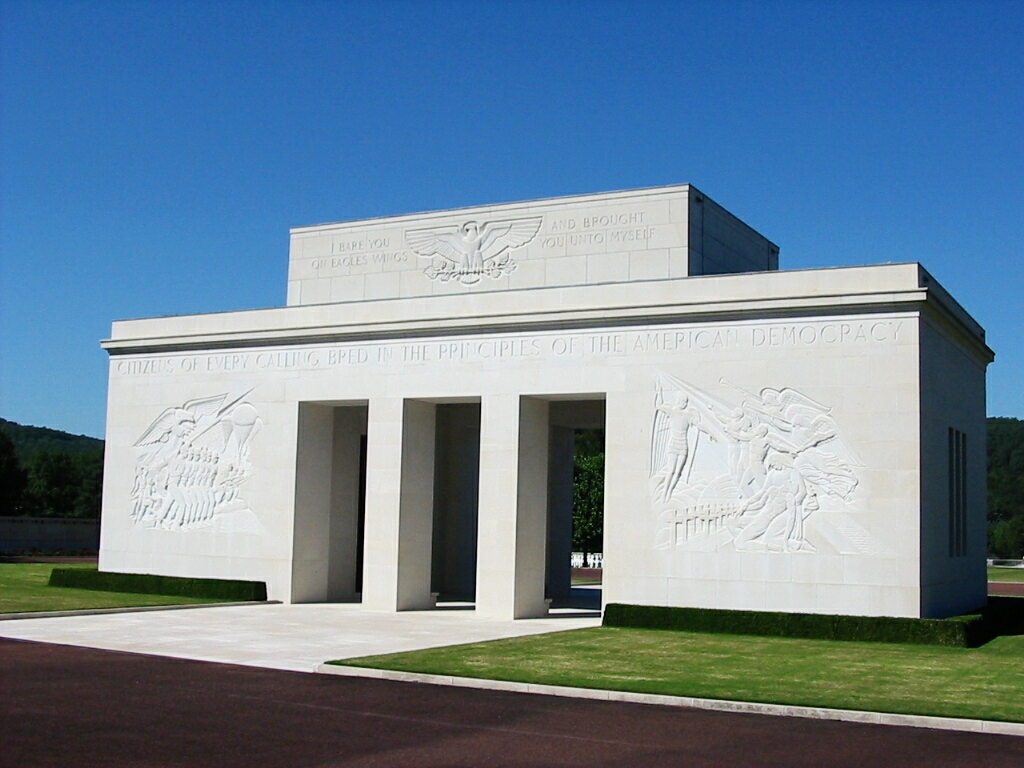
Het gedenkteken van het Épinal American Cemetery and Memorial.

### Het gedenkteken

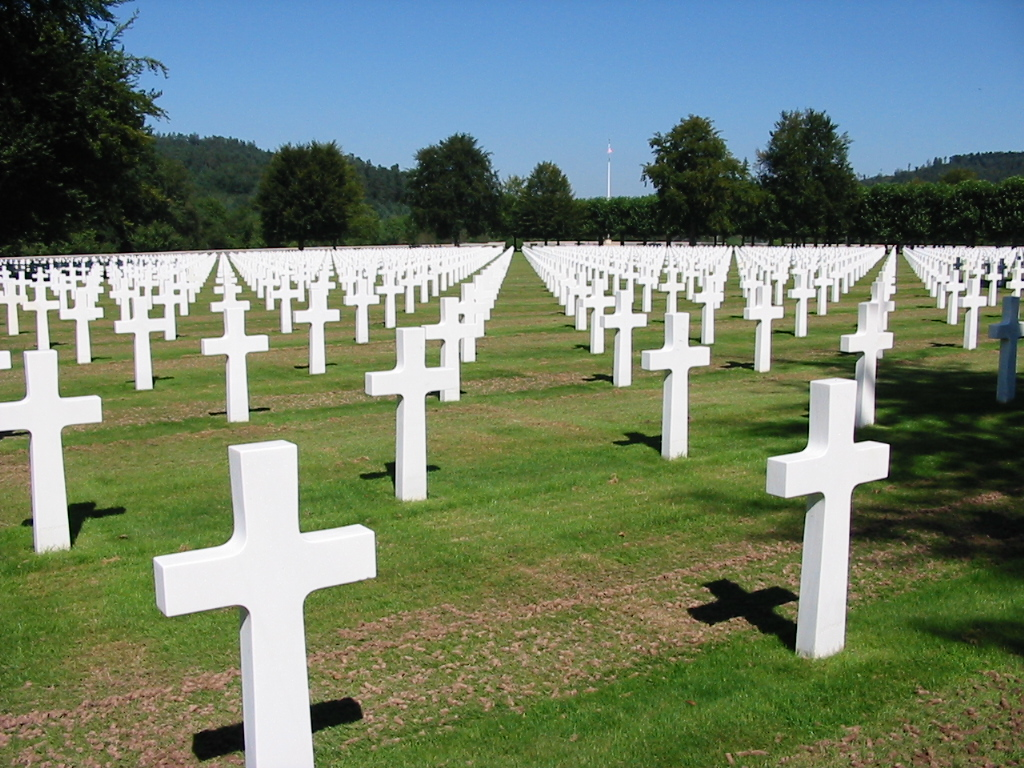
Overzicht van de graven met op de achtergrond de gedenkplaats.

Het gedenkteken bestaat uit een kleine kapel, een portico en een kaartruimte met een kaart van de operaties die in het gebied hebben plaatsgevonden. Op de muren van "The Court of Honor", die het hele gedenkteken omringen, zijn de namen van de 424 vermiste soldaten gegraveerd. Van de soldaten van wie de lichamen later alsnog zijn gevonden en geïdentificeerd, is een roosje bij de naam geplaatst.

### De graven
Het gebied van de graven bevat twee grote percelen. Hier zijn de stoffelijke resten van 5.255 mannen begraven. Het perceel is symmetrisch aan het perceel dat ertegenover ligt. Alle graven hebben de vorm van een Latijns Kruis, ongeacht de godsdienst die iemand aanhing.

## Bezoekers
De begraafplaats is dagelijks geopend, met uitzondering van 25 december en 1 januari. Personeel vertrekt informatie over de graven.